# Троицкий храм (Швенчёнис)
Церковь Троицы Живоначальной — приходской православный храм в Швенчёнисе, Литва. Принадлежит к Висагинскому благочинию Виленской епархии Русской православной церкви. Построен в неовизантийском стиле.

## История
Первый православный приход в Швенчёнисе образовался в 1842 году.
В 1895 году был создан проект кирпичного храма. Строительство Троицкой церкви было завершено в 1898 году. Архитектор — Михаил Прозоров.
Храм строился на средства, выделенные государственной казной и местными меценатами. Троицкий храм построен в неовизантийском стиле, где византийские архитектурные традиции объединены с элементами древнерусского зодчества.
В 1928 году храм капитально отремонтирован.
В 1945 году храм имел 158 прихожан, в 1947-м — 85 прихожан. В настоящее время число прихожан составляет около 100 человек.
В 2016 году снова началась реставрация храма.

## Архитектура
Архитектор Михаил Прозоров использовал элементы древнерусской и византийской архитектуры. Основной объём с колокольней объединены в единое здание. Центральная часть представляет собой план греческого креста с апсидой в восточной части храма. Над центральной частью возвышается большой купол, ниже он окружён 4 полушариями меньшего размера. 12 окон символизируют 12 апостолов. Троицкий храм — одно из наиболее известных и впечатляющих сооружений Швенчёниса.

## Галерея

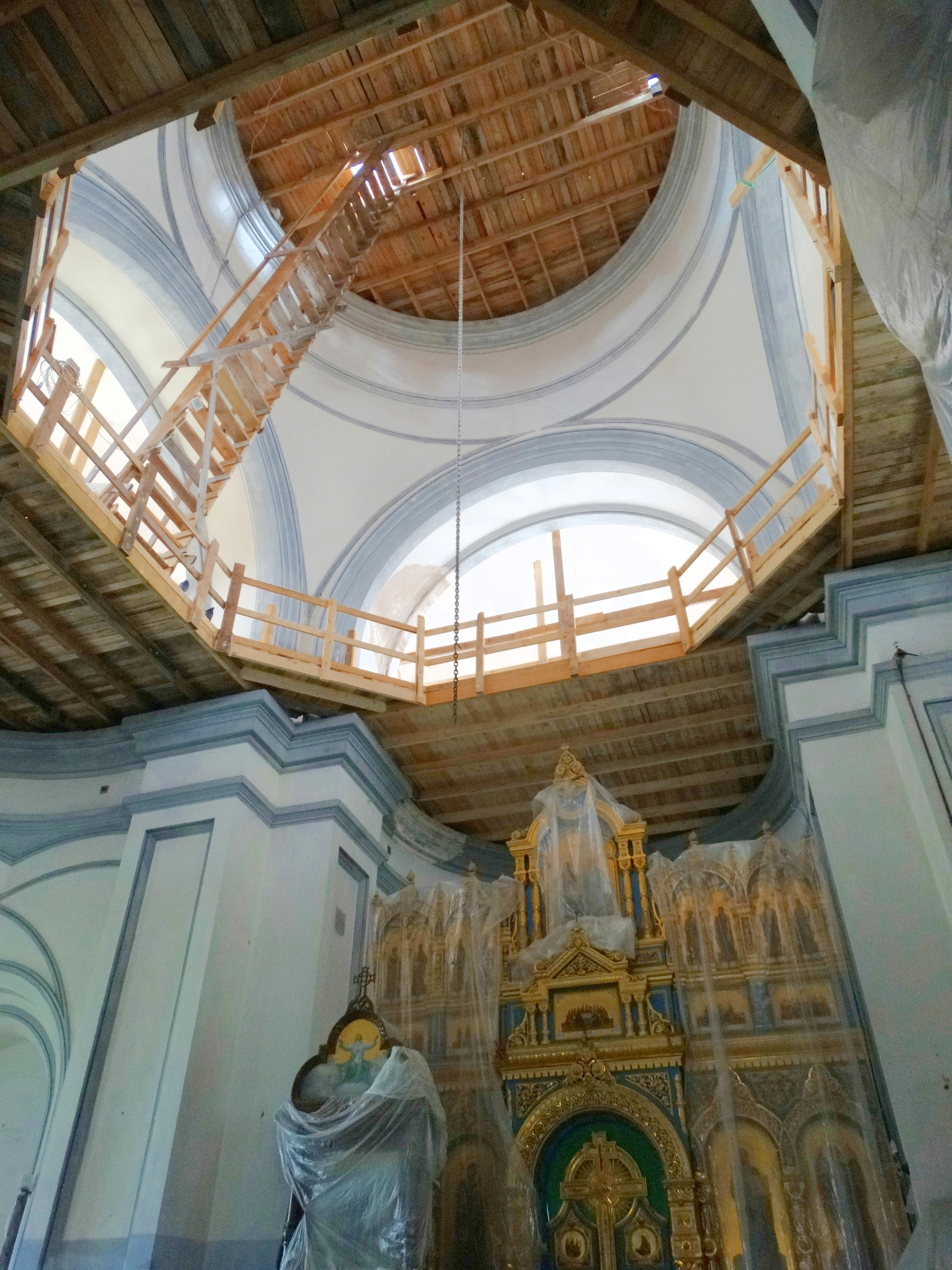
Вид внутри во время реставрации.
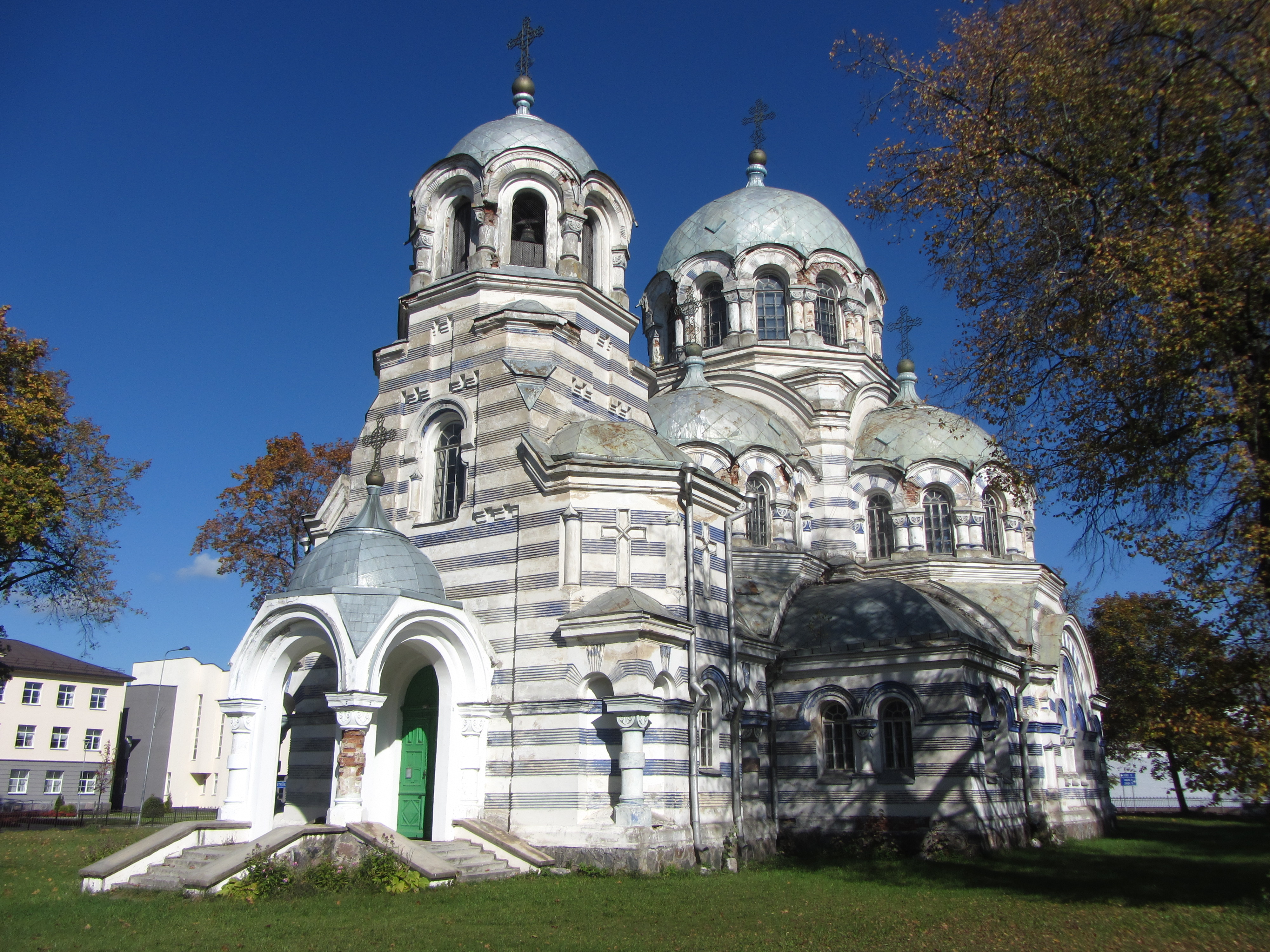
Общий вид.
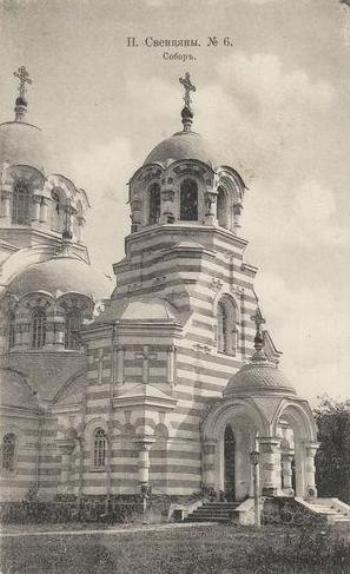
Фотография 1914 года.